# 11e cérémonie des Africa Movie Academy Awards
La 11e cérémonie des Africa Movie Academy Awards honorant les films de 2014 devait avoir lieu en juin 2015, mais s'est tenue le 26 septembre 2015.
La soirée de gala a été déplacée en juin par opposition à la saison régulière de mars à mai en l'honneur de Michael Anyiam-Osigwe, mécène de longue date du divertissement et frère du fondateur et ancien PDG de la cérémonie de remise des prix, Peace Anyiam-Osigwe.
Le prix de cette année sera le premier de l'ère post-Osigwe de la cérémonie, après sa démission officielle en mars,.

## Informations sur la cérémonie
Les inscriptions à la cérémonie ont été initialement ouvertes du 1er septembre 2014 au 1er décembre 2014. Cependant, la date de clôture a été prolongée jusqu'au 31 janvier 2015 pour permettre plus d'inscriptions.
Les films et documentaires produits de décembre 2013 à décembre 2014 étaient éligibles à la sélection. Au total, 800 films ont été soumis à la Film Academy. La cérémonie de nomination a eu lieu en mai avant la date d'investiture présidentielle nigériane,.

## Gagnants
| - Timbuktu (Mauritania) - October 1 (Nigeria) - Triangle: Going to America (Ethiopia) - iNumber Number (South Africa) - Run (CIV)                                                    | - Abderrahmane Sissako – Timbuktu (Mauritania) - Theodros Teshome Kebede - Triangle Going to America (Ethiopia) - Theo Nel – iNumber Number - Philippe Lacôte – Run - Kunle Afolayan – October 1 (Nigeria) |
| Best Actor in a leading role | Best Actress in a leading role |
| - Sadiq Daba (October 1) - Tony Kroroge (Cold Harbour) - Sdumo Matshali (iNumber Number) - Abdoul Kareem Konate (Run) - Gerard Essomba (Le President)                                | - Lesliana Pereira (Njinga: Queen Of Angola) - Queen Nwokoye (Chetanna) - Aida Wang (Juliet and Romeo) - Joselyn Dumas (Silver rain) - Ini Edo (While You Slept)                                           |
| Best Actor in a supporting role | Best Actress in a supporting role |
| - Samson Tadese (Triangle Going to America) - Israel Makoe (en) (iNumber Number (en)) - Paul Obazele (Iyore) - Chumani Pan (Silver Rain) - OC Ukeje (Love or Something Like That)    | - Hilda Dokubo (Stigma) - Ama Ampofo (Devil in the Detail) - Toulou Kiki (Timbuktu) - Reina Salicoulibaly (Run) - Prossy Rukundo (Boda Boda Thieves)                                                       |
| Best Young/Promising Actor | Best Child Actor |
| - Kemi Lala Akindoju & Hassan Spike Insingoma (Dazzling Mirage & Boda Boda Thieves) - Demola Adedoyin (October 1) - Vinjeru Kamanga (Bella) - Chiedza Mhende (Love The One You Love) | - Layla Walet Mohammed & Mehdi A.G Mohammed (Timbuktu) - Joshua Ibrahim & Daniel Ibrahim (A Place in the Stars) - Any Bobmanuel & Akonte Bobmanuel (Stigma)                                                |
| Best First Feature Film by a Director | Bayelsa State Government Endowed Award for Best Nigerian Film |
| - Destiny Ekeragha (Gone too far) - Jenna Bass (Love the One You Love) - Tawonga Taddja Nkhonjera (Bella) - Carey Mckenzie (Cold Harbour)                                            | - October 1 - Invasion 1897 - Dazzling Mirage - Iyore - A Place in the Stars |
| Best Diaspora Feature Film | Best Diaspora Documentary |
| - Supremacy (USA) - Cru (USA) - Under the Starry Sky (France) | - The Black Panthers: Vanguard of the Revolution (USA) - Jimmy Goes to Nollywood – (USA/Haiti) - Bound: Africans vs African Americans (USA) - Black Panther Woman (Australia)                              |
| Ousmane Sembene Award for Best Film in An African Language | Best Documentary |
| - Timbuktu – Mauritania - Triangle Going To America – Ethiopia - Chetanna (Nigeria) - Juliet And Romeo (Burkina Faso) - iNumber Number (South Africa)                                | - Egypt Modern Pharaohs (Egypt) - The Dream Of Shahrazad (South Africa) - Nelson Mandela, the Myth and Me (South Africa) - Beats of the Antonov (Sudan) - The Supreme Price (Nigeria/USA)                  |
| Best Diaspora Short film | Efere Ozako Award for Best Short film |
| - Sound Of Tears (Canada) - Hand to the Sky (USA) - Calm (UK) | - Twaaga (Burkina Faso) - Stories of Our Lives (Kenya) - Aisha’s Story (Nigeria) - Gulped of the Blue Sea (Togo) - Memoir of a Honest Voice (Sierra Leone)                                                 |
| Best Animation | Achievement in Screenplay |
| - The Legacies Of Rubbies (Nigeria) - The Throne (Nigeria) - Alternative to Corporal Punishment (Namibia) - Akorkoli (Ghana)                                                         | - Le President (Cameroon) - While You Slept - Timbuktu - Love or Something Like That - Run |
| Achievement in Editing | Achievement in Cinematography |
| - Timbuktu - iNumber Number - Triangle Going to America - Run - October 1 | - Lonbraz Kann (Mauritius) - Triangle Going to America (Ethiopia) - iNumber Number (South Africa) - Run - Côte d'Ivoire - Timbuktu - Mauritius                                                             |
| Achievement in Sound | Achievement in Visual Effects |
| - Lonbraz Kann - Le President - Timbuktu - Run - iNumber Number | - iNumber Number - Invasion 1897 - Kpians - Run - Triangle Going To America |
| Achievement in Soundtrack | Achievement in Makeup |
| - Triangle Going To America - A Place in the Stars - Iyore - Njinga: Queen Of Angola - Timbuktu                                                                                      | - Njinga: Queen Of Angola - Run - Iyore - Silver Rain - iNumber Number |
| Achievement In Costume Design | Achievement In Production Design |
| - October 1 - Run - iNumber Number - Njinga: Queen Of Angola - Dazzling Mirage | - iNumber Number - October 1 - Le President - Run - Timbuktu |
| Best Film by an African Living Abroad | Best Comedy Film |
| - Fevers - France/Morocco - Gone Too Far - Nigeria/UK - Thorns of Roses (O Esphinho Da Rosa) - Guinea Bissau/Portugal - Affairs of the Heart - Nigeria/USA                           | - 30 Days in Atlanta - Iya Alalake - Last Three Digits |
| Lifetime Achievement Award | Special Jury Prize |
| - Tony Vander Heyden | - Le President' - Triangle Going To America |
| Special Recognition | Posthumous award |
| - Africa Magic - Kingsley Ogoro | - Oronto Douglas |
| Honorary Advisor: Tony Elumelu | |